# Un thermomètre pour le colonel
Série Carry On
Allez-y sergent ! Le collège s'en va-t-en guerre
Pour plus de détails, voir Fiche technique et Distribution.
Un thermomètre pour le colonel (Carry on Nurse) est un film britannique réalisé par Gerald Thomas, sorti en 1959.

## Synopsis
Le journaliste Ted York est transporté d'urgence à l'hôpital Haven avec une appendicite. L'ambulance arrive à toute vitesse mais uniquement parce que le conducteur veut connaître le résultat d'une course de chevaux. Ted reçoit un lit et tombe immédiatement sous le charme de l'infirmière Denton. Les autres infirmières doivent sans cesse répondre aux appels du colonel, qui dispose d'une chambre privée. Il est un joueur invétéré et fait placer ses paris par Mick, l'infirmier. Ce soir-là, le boxeur Bernie Bishop est admis après s'être blessé à la main en fin de combat. Le lendemain, la Sœur galvanise les infirmières, les aides-soignants et les patients pour l'inspection par la Matrone. Comme d'habitude, elle est abandonnée par l'infirmière Dawson, une étudiante infirmière maladroite. Matrone vérifie les progrès des patients et parle à M. Hinton, qui écoute en permanence la radio avec ses écouteurs. Mick et le colonel parient sur le temps que la matrone prendra dans ses rondes.
Ted reçoit la visite de son éditeur et accepte d'écrire une série d'articles sur ses expériences à l'hôpital. Il se rend compte que l'infirmière Denton est amoureuse d'un médecin, mais que son intérêt n'est pas retourné. On dit à Bernie qu'il ne pourra pas boxer avant plusieurs mois au moins. L'infirmière Dawson est envoyée sonner la cloche pour signaler la fin des heures de visite, mais elle appelle les pompiers par erreur. L'intellectuel livresque Oliver Reckitt reçoit la visite de Jill, la sœur de son ami Harry. Ils s'aiment clairement, mais sont trop timides pour l'admettre. Bernie exhorte Oliver à admettre ce qu'il ressent vraiment pour elle. Le manager de Bernie, Ginger vient lui rendre visite et lui dit qu'il doit essayer d'être plus un showman et pas simplement se ruiner à chaque match. L'infirmière Dawson arrive tôt pour stériliser des cathéters en caoutchouc, mais est interrompue par le colonel exigeant. Les cathéters sont mis dans un plat de rein à bouillir sur la cuisinière. Oliver est furieux quand la salle doit être nettoyée et rangée pour les tournées de Matrone car cela bouleverse son emploi du temps sans but évident. Quand elle arrive, tout le monde commence à sentir les cathéters oubliés, qui brûlent maintenant sur la cuisinière. Lorsque Matrone s'arrête pour parler à Oliver, il se plaint des effets perturbateurs que ses visites ont sur les patients. Matrone est furieuse et demande à la sœur de refaire tous les lits.
Jack Bell arrive pour se faire enlever un oignon et est placé dans le service. Jill vient voir Oliver et ils admettent qu'ils tiennent l'un à l'autre. Elle lui offre une barre de nougat en cadeau, mais plus tard dans la soirée, cela le rend malade. M. Able se plaint de ne pas pouvoir dormir car sa femme lui manque. Il est mis sous médication, mais cela le rend follement excité et il se déchaîne à l'hôpital. Finalement, Bernie le soumet avec un crochet gauche à la mâchoire. L'opération de Bell est retardée, ce qui le bouleverse beaucoup car il prévoit un week-end romantique. Il offre aux hommes du service le champagne qu'il allait boire avec sa petite amie. Ils se saoulent tous et décident d'enlever eux-mêmes l'oignon. L'infirmière de nuit est ligotée et Hinton se fait passer pour elle pendant que les autres se rendent au bloc opératoire. Jack commence à paniquer alors qu'Oliver se prépare à opérer, mais bientôt ils rigolent tous alors que le gaz hilarant a été laissé allumé. L'infirmière arrive avant que tout dommage réel ne soit fait.
Le colonel joue un tour à l'infirmière Dawson et épingle un morceau de papier avec un grand «L» rouge sur son dos. Ted apprend que l'infirmière Denton postule pour un emploi en Amérique et tente de l'en dissuader. Jack attrape un rhume et on lui dit que son opération devra encore être reportée. Oliver est libéré et part avec Jill. Bernie est rencontré par son jeune fils et ils partent ensemble. Ted est également libéré et prend rendez-vous avec l'infirmière Denton. L'infirmière Dawson et l'infirmière Axwell décident de se venger du colonel et remplacent un thermomètre rectal par une jonquille. Heureusement pour eux, lors de son inspection, Matron parvient à voir le côté amusant.

## Fiche technique
- Titre original : Carry on Nurse
- Titre français : Un thermomètre pour le colonel
- Réalisation : Gerald Thomas
- Scénario : Norman Hudis
- Photographie : Reginald H. Wyer
- Montage : John Shirley
- Musique : Bruce Montgomery
- Pays d'origine : Royaume-Uni
- Genre : comédie
- Date de sortie : 1959

## Distribution
- Kenneth Connor : Bernie Bishop
- Shirley Eaton : Dorothy Denton
- Charles Hawtrey : Humphrey Hinton
- Hattie Jacques : Matron
- Terence Longdon : Ted York
- Bill Owen : Percy 'Perc' Hickson
- Leslie Phillips : Jack Bell
- Joan Sims : l'étudiante-infirmière Stella Dawson
- Susan Stephen : l'infirmière Georgie Axwell
- Kenneth Williams : Oliver Reckitt
- Wilfrid Hyde-White : le Colonel
- Michael Medwin : Ginger
- Susan Beaumont : Nurse Frances James
- Ann Firbank : Helen Lloyd
- Joan Hickson : Sister
- Cyril Chamberlain : Bert Able
- Norman Rossington : Norm
- Susan Shaw : Mrs. Jane Bishop
- Jill Ireland : Jill Thompson
- June Whitfield : Meg
- Ed Devereaux : Alec Lawrence
- Martin Boddey : Perkins
- Lucy Griffiths : Trolley Lady
- Irene Handl : Madge Hickson
- Bernard Bresslaw : Ted York (non crédité)